# 三浦矢一

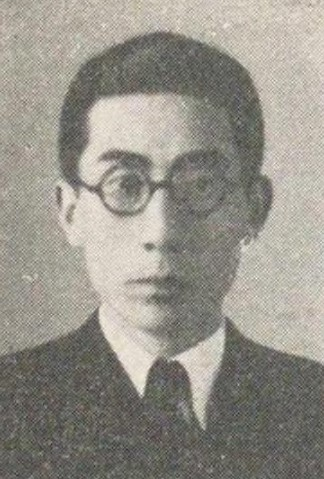
三浦矢一

三浦 矢一（みうら やいち、1912年（大正元年）9月7日 - 2005年（平成17年）3月29日）は、昭和期の政治家、華族。貴族院子爵議員。

## 経歴
華族・三浦松二郎の長男として生まれる。父の死去に伴い、1931年（昭和6年）10月7日、子爵を襲爵した。
1936年（昭和11年）中央大学法学部を卒業。同年、南満州鉄道に入社。大陸鉄道従事員援護会でも勤務した。
1946年（昭和21年）8月22日、貴族院子爵議員補欠選挙で当選し、研究会に属して活動し1947年（昭和22年）5月2日の貴族院廃止まで在任した。

## 親族
- 祖父：三浦梧楼[1]
- 妻：恵子（あやこ、西野孫左衛門長女）[1]
- 長男：啓一[1]